# Теклай Мінассіє Асгедом
Теклай Мінассіє Асгедом (Teklay Minassie Asgedom) — еритрейський дипломат. Надзвичайний та повноважний посол Еритреї в Україні за сумісництвом (2004-2014)

## Життєпис
Працював послом Еритреї в Росії, вірчі грамоти вручів президентові Росії 16 квітня 2003 року. За сумісництвом також працював послом Еритреї в Україні (2004-2014 рр.), вручив вірчі грамоти Президентові України Леоніду Кучмі 21 жовтня 2004 року. Також Послом Еритреї в Білорусі (2004-2014). Послом Еритреї на Кіпрі та в Болгарії (18.02.2004 - 2014). Послом Еритреї в Азербайджані (2012-2014), вручив вірчі грамоти Президенту Азербайджану Ільхаму Алієву 1 грудня 2012 року.
Він відвідав окупований Росією український Крим 5-6 червня 2014 року, супроводжуючи міністра закордонних справ своєї країни О.Мохаммеда. Україна визнала цей візит недружнім кроком, грубим ігноруванням міжнародного права з боку Еритреї, а також грубим порушенням українського суверенітету та національного права, Статуту ООН і Резолюція Генеральної Асамблеї ООН "Територіальна цілісність України", прийнятої 27 березня 2014 року, що негативно вплинуло на подальший розвиток українсько-еритрейських відносин.